# Worms 4: Mayhem
Worms 4: Mayhem è un videogioco strategico a turni sviluppato dal Team17 e pubblicato da Codemasters Software il 27 luglio 2005 per Microsoft Windows, Xbox e PlayStation 2. Il videogioco fa parte della serie di videogioco Worms.
Come il predecessore Worms Forts: Under Siege il videogioco sfrutta una grafica tridimensionale, ma utilizza un motore grafico 3D migliorato. Rispetto al predecessore il giocatore per vincere deve eliminare la squadra avversaria, come nei primi titoli della serie.
In questo nuovo capitolo la storia ruota intorno ai viaggi con la macchina del tempo del Prof. Worminkle, infatti i livelli si svolgeranno di volta in volta in epoche diverse.
Il gioco presenta numerosi easter-egg che si rifanno a personaggi o film, quali ad esempio la DeLorean dell'easter-egg "88 MPH" che ricorda quella del film Ritorno al Futuro o una pettinatura bonus che ricorda quella della principessa Jasmine del film Disney Aladdin.